# Phytoecia albosuturalis
Phytoecia albosuturalis là một loài bọ cánh cứng trong họ Cerambycidae.